# Wapen van Oosterend

Wapen van Oosterend

Het wapen van Oosterend is het dorpswapen van het Nederlandse dorp Oosterend, in de Friese gemeente Súdwest-Fryslân. Het wapen werd in 2001 geregistreerd.

## Beschrijving
De blazoenering van het wapen in het Fries luidt als volgt:
yn fjouweren: I en IV. yn read in sulveren klaver; II. yn goud in reade kliuwende liuw; III. yn goud in swarte kliuwende liuw; in griene skyldrâne.
De Nederlandse vertaling luidt als volgt:
in vieren: I en IV. in rood een zilveren klaver; II. in goud een rode klimmende leeuw; III. in goud een zwarte klimmende leeuw; een groene schildrand.
De heraldische kleuren zijn: keel (rood), zilver (zilver), goud (goud), sabel (zwart) en sinopel (groen).

## Symboliek
- Vierdeling: verwijst naar de indeling van het dorpsgebied in vier delen.[2]
- Schildzoom: duidt op het oorspronkelijk bedijkte eiland waar Oosterend op gelegen is.[2]
- Zwarte leeuw: afkomstig van het wapen van de familie Donia dat de Doniastins te Oosterend bewoonde.[2]
- Rode leeuw: ontleend aan het wapen van het geslacht Van Burmania dat de Unia State nabij het dorp bezat.[2]
- Klavers: symbolen voor het agrarische karakter van het dorp.[2]

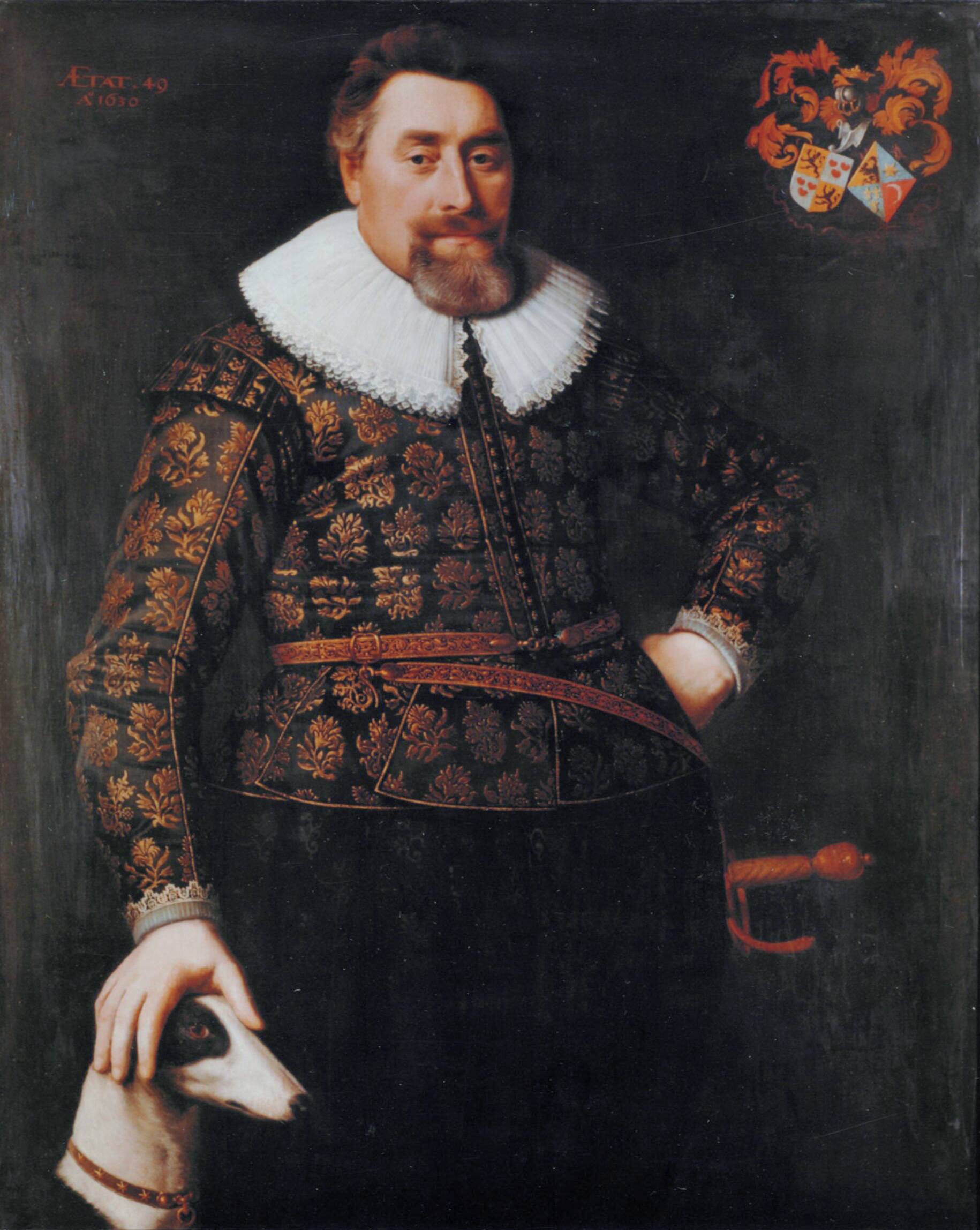
Portret van Frans van Donia met rechtboven het alliantiewapen Harinxma-Donia en Goslinga.
Het wapen van Van Burmania

## Zie ook

Vlag van Oosterend